# جيمس فيتزجيرالد (نحات)
جيمس فيتزجيرالد (بالإنجليزية: James FitzGerald)‏ هو نحات أمريكي، ولد في 1910، وتوفي في 1973.